# Hesperophanes sericeus
Hesperophanes sericeus es una especie de escarabajo longicornio del género Hesperophanes, tribu Hesperophanini, orden Coleoptera. Fue descrita científicamente por Fabricius en 1787.
El período de vuelo ocurre durante los meses de abril, mayo, junio, julio, agosto, septiembre, octubre y noviembre.

## Descripción
Mide 18-28 milímetros de longitud.

## Distribución
Se distribuye por Albania, Argelia, Bosnia y Herzegovina, Córcega, Crimea, Croacia, Egipto, España, Francia, Grecia, Irak, Israel, Italia, Jordania, Libia, Malta, Portugal, Cerdeña, Sicilia, Túnez, Turquía, Yugoslavia, Turkmenistán, Túnez, Suiza, Eslovenia, Serbia, Rusia, Siria, Montenegro, Macedonia, Líbano, Irán, Georgia, Chipre y Armenia.